# Avelino de Aróztegui
Avelino de Aróztegui Bastoure fue un arquitecto e historietista español, ligado a las publicaciones del llamado Movimiento Nacional.

## Biografía
Tras estudiar arquitectura, Avelino de Aróztegui se encargó de dirigir el tebeo "Flecha" a partir de 1937.
Cuando "Flecha" se fusionó con "Pelayos" pasó a ser el Subdirector de la nueva publicación, "Flechas y Pelayos". En todas ellas dibujó sus propias historietas, además de en "Chicos".

## Series
| Años | Título                                                  | Guionista                 | Publicación                       |
| ---- | ------------------------------------------------------- | ------------------------- | --------------------------------- |
| 1937 | El Flecha llamado Edmundo vence siempre a todo el mundo |                           | Flecha                            |
| 1937 | Flechorías de Manolo                                    |                           | Flecha                            |
| 1937 | Fu-Manchú o El Dragón Rojo                              |                           | Flecha                            |
| 1938 | El Fantasma Gigante del Mundo Maldito                   | Canellas Casals           | Flecha                            |
| 1938 | El Rancho Pardo                                         | Corda                     | Flecha                            |
| 1938 | A la caza del Hombre Anfibio                            |                           | Flecha                            |
| 1938 | Cubillo y Pirracas                                      | Álvaro de Laiglesia       | Flecha, Flechas y Pelayos en 1940 |
| 1938 | Héroes de la Patria                                     | Fray Justo Pérez de Urbel | Flechas y Pelayos                 |
| 1938 | Historia gráfica de España                              | Fray Justo Pérez de Urbel | Flechas y Pelayos                 |
| 1939 | El Defensor                                             | Pilarín Valle             | Flechas y Pelayos                 |
| 1939 | Tanak de Tebas                                          | Kali                      | Flechas y Pelayos                 |
| 1939 | La Espada Invencible                                    |                           | Chicos                            |
| 1940 | El verdadero fantasma                                   |                           | Chicos                            |
| 1940 | Mosquita                                                |                           | Chicos                            |
| 1941 | Las tres huellas                                        |                           | Chicos                            |
| 1943 | La aurora del dictador                                  | Kali                      | Flechas y Pelayos                 |
| 1943 | La Banda de la Bandera Negra                            | Fernández-Vegue           | Flechas y Pelayos                 |
| 1944 | Tarigamar, la ciudad misteriosa                         | Sarengo                   | Flechas y Pelayos                 |
| 1945 | La herencia del Valle de los Desaparecidos              | Manuel Rodríguez Cantero  | Flechas y Pelayos                 |